# Scopula naias
Scopula naias là một loài bướm đêm trong họ Geometridae.